# Championnats ibéro-américains d'athlétisme 2000
Navigation
Édition précédente Édition suivante
Les 9es championnats ibéro-américains d'athlétisme se déroulent du 20 au 21 mai 2000 au stade Célio de Barros de Rio de Janeiro, au Brésil.
Le nombre d'épreuves passe de 43 à 44 (22 chez les hommes comme chez les femmes) avec l'introduction du 3000 m steeple féminin.

## Participants
308 athlètes représentant 20 pays ont participé à ces neuvièmes championnats ibéro-américains.
| Amérique centrale et Caraïbes                      | Amérique du Sud                                                                                       | Europe               | Afrique                                             |
| -------------------------------------------------- | --- | -------------------- | --------------------------------------------------- |
| - Cuba - Guatemala - Mexique - Panama - Porto Rico | - Argentine - Bolivie - Brésil - Chili - Colombie - Équateur - Paraguay - Pérou - Uruguay - Venezuela | - Espagne - Portugal | - Guinée-Bissau - Mozambique - Sao Tomé-et-Principe |

## Faits marquants
C'est la deuxième fois que la compétition se déroule au Brésil, après Manaus 1990. Le stade Célio de Barros, destiné à l'athlétisme, fait partie du complexe sportif Maracanã. D'une capacité de 9 000 places, il est adjacent au célèbre stade de football Maracanã.
Le Brésil, qui a aligné des athlètes dans toutes les disciplines, termine largement en tête au classement des médailles, avec plus du double de médailles de la nation suivante, l'Espagne, dont 18 d'or. La date située tôt dans la saison n'a pas arrangé les pays comme l'Espagne et le Portugal, dont l'objectif principal de la saison est les Jeux olympiques de Sydney.
Chez les Brésiliens, Claudinei da Silva réalise 20 s 23 au 200, Sanderlei Claro Parrela descend sous les 45 s au 400, Hudson de Souza s'adjuge le doublé 800 - 1 500, le relais 4 × 100 mètres est chronométré en 38 s 24, record des championnats, dans la même composition qui le verra monter sur le podium à Sydney. Au 400 m haies, Eronilde de Araújo remporte son quatrième succès.
Parmi les autres records des championnats, le Cubain Michael Calvo franchit la barre des 17 m au triple saut, tandis que son compatriote Emeterio González dépasse 80 m au javelot.
Chez les femmes, trois records des championnats sont établis lors de la première journée, par la Mexicaine Rosario Sánchez au 10 000 m marche, la Portugaise Fernanda Ribeiro au 5 000 m et la Brésilienne Soraya Telles lors du 3000 m steeple. Cette dernière décroche ainsi sa septième médaille des championnats, dont cinq en or.
Lors de la deuxième journée, l'Argentine Alejandra García réussit 4,30 m à la perche et l'Espagnole Dolores Pedrares 61,39 m au marteau, record national et des championnats.
À l'heptathlon, la Santoméenne Naide Gomes décroche la première médaille, d'argent, pour son pays.

## Podiums

### Hommes
| 100 mètres (vent : 0,0 m/s) | Vicente Lenilson de Lima 10 s 28                                                                                   | Luis Alberto Pérez-Rionda 10 s 41                                                 | Sebastián Keitel 10 s 42                                                          |
| 200 mètres (vent : +0,6 m/s) | Claudinei da Silva 20 s 23                                                                                         | André Domingos 20 s 56                                                            | Sebastián Keitel 20 s 77                                                          |
| 400 mètres | Sanderlei Claro Parrela 44 s 80                                                                                    | Anderson Jorge de Oliveira 45 s 59                                                | Gustavo Aguirre 45 s 69                                                           |
| 800 mètres | Hudson de Souza 1 min 47 s 18                                                                                      | Marcio Wandre de Oliveira 1 min 48 s 53                                           | Sergio Gallardo 1 min 48 s 85                                                     |
| 1 500 mètres | Hudson de Souza 3 min 42 s 21                                                                                      | Manuel Damião 3 min 43 s 06                                                       | Javier Carriqueo 3 min 44 s 93                                                    |
| 5 000 mètres | José Ramos 13 min 43 s 86                                                                                          | Pablo Olmedo 13 min 44 s 44                                                       | Elenilson da Silva 13 min 48 s 74                                                 |
| 10 000 mètres | Elenilson da Silva 28 min 57 s 98                                                                                  | Marilson Gomes dos Santos 28 min 58 s 74                                          | Isaac García 28 min 59 s 68                                                       |
| 110 mètres haies (vent : 0,0 m/s) | Márcio Simao de Souza 13 s 76                                                                                      | Redelén dos Santos 13 s 91                                                        | Jackson Quiñonez 14 s 66                                                          |
| 400 mètres haies | Eronilde de Araújo 49 s 35                                                                                         | Carlos Zbinden 50 s 32                                                            | Anderson Costa dos Santos 50 s 59                                                 |
| 3 000 mètres steeple | José Luis Blanco 8 min 28 s 44                                                                                     | Salvador Miranda 8 min 28 s 80                                                    | José María González 8 min 30 s 96                                                 |
| Relais 4 × 100 mètres | Brésil Vicente Lenilson de Lima Édson Ribeiro André Domingos Claudinei da Silva 38 s 24 CR                         | Cuba José Ángel César Luis Alberto Pérez-Rionda Iván García Freddy Mayola 38 s 97 | Chili Juan Pablo Faundez Ricardo Roach Sebastian Keitel Rodrigo Roach 39 s 90     |
| Relais 4 × 400 mètres | Brésil Anderson Jorge de Oliveira Sanderlei Claro Parrela Luis Antonio Eloi Valdinei Abilio da Silva 3 min 03 s 33 | Chili Ricardo Roach Guillermo Mayer Carlos Zbinden Rodrigo Roach 3 min 10 s 86    | Argentine Carlos Gats Gustavo Aguirre Iván Altamirano Gabriel López 3 min 12 s 45 |
| 20 kilomètres marche (piste) | Noé Hernández 1 h 24 min 50 s 46                                                                                   | João Vieira 1 h 26 min 37 s 78                                                    | Ricardo Alexandre Reinert 1 h 32 min 43 s 63                                      |
| Saut en hauteur | Gilmar Mayo 2,24 m                                                                                                 | Fabrício Romero 2,24 m                                                            | David Antona 2,22 m                                                               |
| Saut à la perche | Nuno Fernandes 5,20 m                                                                                              | Robinson Pratt 5,20 m                                                             | Edgar Díaz 5,10 m                                                                 |
| Saut en longueur | Nelson Ferreira Jr. 7,90 m                                                                                         | Esteban Copland 7,81 m                                                            | Joan Lino Martínez 7,71 m                                                         |
| Triple saut | Michael Calvo 17,05 m CR                                                                                           | Rodrigo Gonçalves Mendes 16,76 m                                                  | Antonio Lucindo da Costa 15,78 m                                                  |
| Lancer du poids | Manuel Martínez 19,70 m                                                                                            | Yojer Medina 18,89 m                                                              | Iker Sukía 18,17 m                                                                |
| Lancer du disque | Frank Casañas 59,87 m                                                                                              | Marcelo Pugliese 58,14 m                                                          | Mario Pestano 57,17 m                                                             |
| Lancer du marteau | Juan Cerra 74,32 m                                                                                                 | Vitor da Costa 72,36 m                                                            | José Manuel Pérez 70,67 m                                                         |
| Lancer du javelot | Emeterio González 80,02 m CR                                                                                       | Nery Kennedy 75,60 m                                                              | Diego Moraga 72,46 m                                                              |
| Décathlon | Edson Bindilatti 7 538 pts                                                                                         | Edemar dos Santos 7 406 pts                                                       | Enrique Aguirre 6 943 pts                                                         |
| Records et Performances - AR : Record continental (area record) - CR : Record des championnats (championship record) - MR : Record du meeting (meet record) - NR : Record national (national record) - OR : Record olympique (olympic record) - PR : Record paralympique (paralympic record) - PB : Record personnel (personal best) - SB : Meilleure performance personnelle de la saison (season's best) - WL : Meilleure performance mondiale de l'année (world leader) - WJR : Record du monde junior (world junior record) - WR : Record du monde (world record) Circonstances et Conditions - DNF : N'a pas terminé (did not finish) - DNS : N'a pas pris le départ (did not start) - DQ : Disqualification (disqualification) - NM : Aucun essai valable enregistré (No Mark) - Q : Qualifié « directement » au prochain tour (ou à la prochaine compétition), lors d'une compétition majeure, grâce au classement ou à la réalisation des minima (automatic qualifier) - q : Qualifié au prochain tour (ou à la prochaine compétition), lors d'une compétition majeure, grâce au repêchage ou à la réalisation de l'une des meilleures performances parmi celles des « non qualifiés directement » (grâce au meilleur temps ou à la meilleure distance par exemple) (secondary qualifier) | |                                                                                   |                                                                                   |

### Femmes
| 100 mètres (vent : 0,0 m/s) | Liliana Allen 11 s 57                                                            | Rosemar Maria Coelho Neto 11 s 67                                                                        | Mirtha Brock 11 s 70                                                                                   |
| 200 mètres (vent : -1,0 m/s) | Felipa Palacios 23 s 18                                                          | Liliana Allen 23 s 66                                                                                    | Julia Alba 23 s 93                                                                                     |
| 400 mètres | Norma González 53 s 00                                                           | Lorena Franco de Oliveira 53 s 18                                                                        | Luciana Mendes 53 s 18                                                                                 |
| 800 mètres | Luciana Mendes 2 min 01 s 77                                                     | Mayte Martínez 2 min 04 s 02                                                                             | Sandra Moya 2 min 05 s 61                                                                              |
| 1 500 mètres | Nuria Fernández 4 min 18 s 03                                                    | Rocío Rodríguez 4 min 19 s 78                                                                            | Niusha Mancilla 4 min 20 s 02                                                                          |
| 5 000 mètres | Fernanda Ribeiro 15 min 29 s 47 CR                                               | María Abel 15 min 40 s 18                                                                                | America Mateos 15 min 42 s 19                                                                          |
| 10 000 mètres | Érika Olivera 33 min 39 s 16                                                     | Isabel Juárez 34 min 37 s 03                                                                             | Maria Cristina Vaqueiro 34 min 45 s 99                                                                 |
| 100 mètres haies (vent : +0,9 m/s) | Yaumara Neyra 13 s 17                                                            | Maíla Machado 13 s 25                                                                                    | Isabel Abrantes 13 s 30                                                                                |
| 400 mètres haies | Ana Paula Carvalho Pereira 57 s 59                                               | Jupira Maurina da Graça 58 s 48                                                                          | Mayte Urcelay 58 s 90                                                                                  |
| 3 000 mètres steeple | Soraya Telles 10 min 49 s 52 CR                                                  | Alcina Maria dos Reis 10 min 52 s 81                                                                     | Verónica Páez 11 min 34 s 67                                                                           |
| Relais 4 × 100 mètres | Colombie Mirtha Brock Felipa Palacios Norma González Princesa Oliveros 44 s 81   | Brésil Lucimar Aparecida de Moura Claudete Alves Pina Katia Regina de Jesus Santos Cleide Amaral 45 s 16 | Porto Rico Jennifer Caraballo Heysha Ortiz Yesenia Rivera Damaris Diana 45 s 26                        |
| Relais 4 × 400 mètres | Colombie Mirtha Brock Felipa Palacios Norma González Janeth Lucumi 3 min 34 s 51 | Porto Rico Sandra Moya Yamelis Ortiz Beatriz Cruz Maritza Salas 3 min 34 s 95                            | Brésil Ana Paula Almirao Jupira Maurina da Graça Maria Laura Almirao Claudete Alves Pina 3 min 36 s 07 |
| 10 kilomètres marche | Rosario Sánchez 45 min 38 s 90 CR                                                | Geovana Irusta 45 min 59 s 95                                                                            | Teresa Linares 46 min 36 s 86                                                                          |
| Saut en hauteur | Solange Witteveen 1,87 m                                                         | Marta Mendía 1,84 m                                                                                      | Luciane Dambacher 1,81 m                                                                               |
| Saut à la perche | Alejandra García 4,30 m CR                                                       | Paula Fernández 4,00 m                                                                                   | Elisabete Tavares 3,90 m                                                                               |
| Saut en longueur | Maurren Higa Maggi 6,70 m                                                        | Andrea Avila 6,41 m                                                                                      | Luciana dos Santos 6,28 m                                                                              |
| Triple saut | Carlota Castrejana 13,61 m                                                       | Luciana dos Santos 13,46 m                                                                               | Mónica Falcioni 12,92 m                                                                                |
| Lancer du poids | Martina de la Puente 17,44 m                                                     | Marianne Berndt 15,07 m                                                                                  | Andréa Maria Pereira 14,86 m                                                                           |
| Lancer du disque | Katiuscia de Jesús 51,41 m                                                       | Neolanis Suárez 49,49 m                                                                                  | Fanny García 49,45 m                                                                                   |
| Lancer du marteau | Dolores Pedrares 61,39 m CR, NR                                                  | Carina Moya 58,90 m                                                                                      | Vânia Silva 57,35 m                                                                                    |
| Lancer du javelot (nouveau modèle) | Xiomara Rivero 60,43 m                                                           | Sueli Pereira dos Santos 58,94 m                                                                         | Mercedes Chilla 55,99 m                                                                                |
| Heptathlon | Mónica Reusch Marques 5 480 pts                                                  | Enezenaide Gomes 5 463 pts                                                                               | Patrícia de Souza 4 930 pts                                                                            |
| Records et Performances - AR : Record continental (area record) - CR : Record des championnats (championship record) - MR : Record du meeting (meet record) - NR : Record national (national record) - OR : Record olympique (olympic record) - PR : Record paralympique (paralympic record) - PB : Record personnel (personal best) - SB : Meilleure performance personnelle de la saison (season's best) - WL : Meilleure performance mondiale de l'année (world leader) - WJR : Record du monde junior (world junior record) - WR : Record du monde (world record) Circonstances et Conditions - DNF : N'a pas terminé (did not finish) - DNS : N'a pas pris le départ (did not start) - DQ : Disqualification (disqualification) - NM : Aucun essai valable enregistré (No Mark) - Q : Qualifié « directement » au prochain tour (ou à la prochaine compétition), lors d'une compétition majeure, grâce au classement ou à la réalisation des minima (automatic qualifier) - q : Qualifié au prochain tour (ou à la prochaine compétition), lors d'une compétition majeure, grâce au repêchage ou à la réalisation de l'une des meilleures performances parmi celles des « non qualifiés directement » (grâce au meilleur temps ou à la meilleure distance par exemple) (secondary qualifier) |                                                                                  | | |

## Tableau des médailles
- Pays hôte

| Rang  | Nation               | Or | Argent | Bronze | Total |
| ----- | -------------------- | -- | ------ | ------ | ----- |
| 1     | Brésil               | 18 | 16     | 11     | 45    |
| 2     | Espagne              | 6  | 5      | 10     | 21    |
| 3     | Cuba                 | 5  | 2      | 1      | 8     |
| 4     | Colombie             | 5  | 0      | 1      | 6     |
| 6     | Argentine            | 3  | 3      | 5      | 11    |
| 7     | Portugal             | 3  | 3      | 3      | 9     |
| 5     | Mexique              | 3  | 5      | 2      | 10    |
| 8     | Chili                | 1  | 3      | 5      | 9     |
| 9     | Venezuela            | 0  | 3      | 1      | 4     |
| 10    | Porto Rico           | 0  | 1      | 3      | 4     |
| 11    | Bolivie              | 0  | 1      | 1      | 2     |
| 12=   | Paraguay             | 0  | 1      | 0      | 1     |
| 12=   | Sao Tomé-et-Principe | 0  | 1      | 0      | 1     |
| 14    | Uruguay              | 0  | 0      | 1      | 1     |
| Total | Total                | 44 | 44     | 44     | 132   |